# Sharbanoo Sadat
Sharbanoo Sadat (født 1990 elller 1991 i Teheran) er en afghansk filminstruktør.

## Opvækst
Hun er datter af afghanske flygtninge i Iran, og blev smidt ud af skolen som 11-årig, fordi hun ikke havde iransk statsborgerskab, og fordi afghanske flygtninge ikke måtte gå i skole i Iran mere. Da de efterfølgende flyttede til Afghanistan, måtte hun gå i en drengeskole, der lå i en anden dal. Ifølge hendes selv voksede hun op i et konservativt og religiøst miljø.

## Uddannelse og arbejde
Hun flyttede som 18-årig til Kabul for at studere fysik, men endte på film- og teaterfakultetet ved en fejl. Her studerede hun i tre semestre.
Som instruktør har hun instrueret Not at Home (2013), Wolf and Sheep (2017) og Mit børnehjem i Kabul (2019).  Hun deltog som den første kvindelige filminstruktør fra Afghanistan i Filmfestivalen i Cannes med kortfilmen Vice Versa One.
Hun modtog filmprisen “Art Cinema Award of Cicae” ved festivalen i Canne i 2016 og “The Golden Puffin” Reykjavik Film Festival i 2019. Hun har desuden deltaget i en hel stribe filmfestivaler over hele verden.